# Souzay-Champigny
Pour les articles homonymes, voir Champigny.
Souzay-Champigny est une commune française située dans le département de Maine-et-Loire, en région Pays de la Loire.

## Géographie

### Localisation

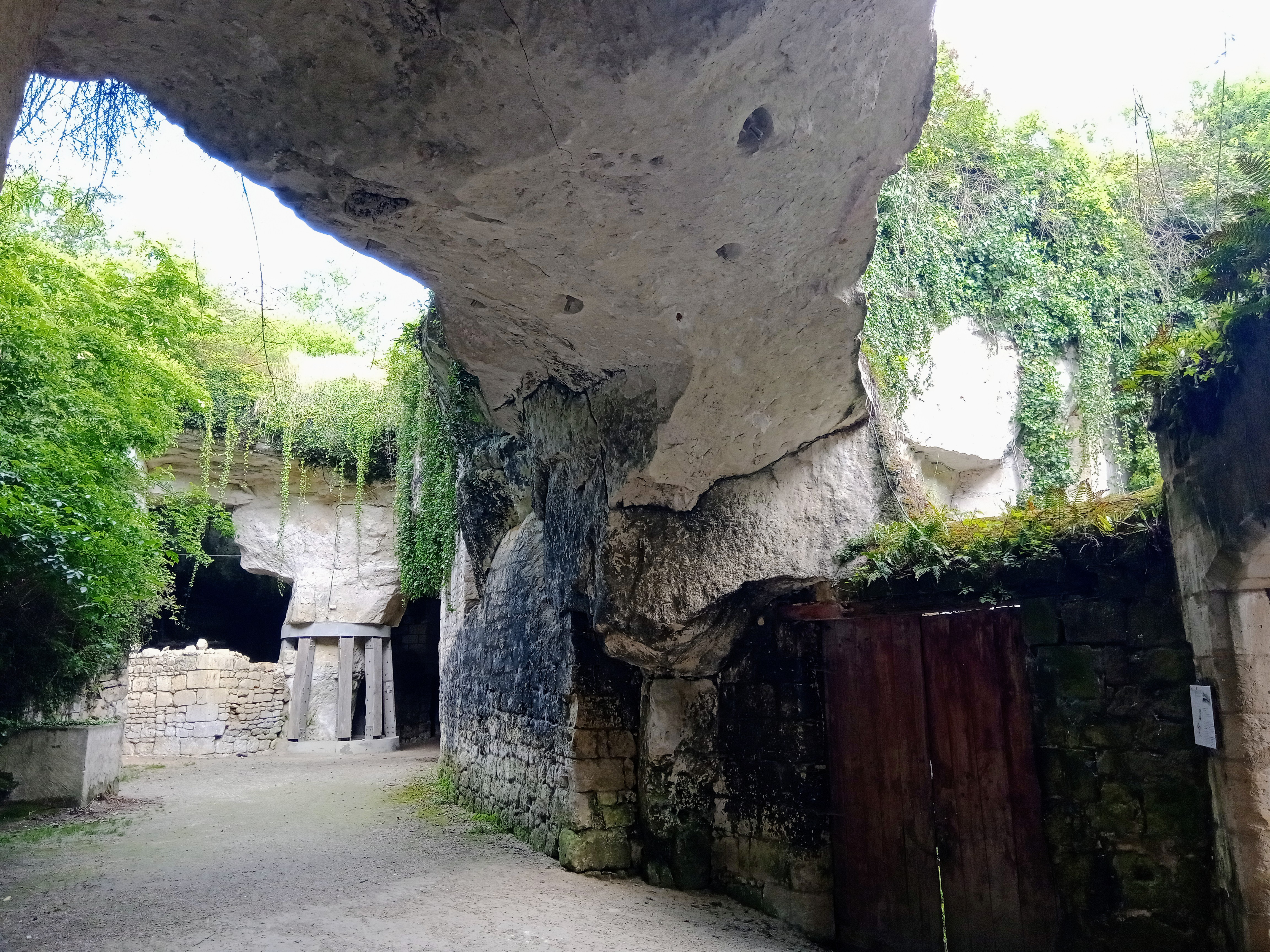
Le village troglodytique de Souzay.

Commune de l'Est du Saumurois, Souzay-Champigny est un petit village d’Anjou situé sur la rive gauche de la Loire, qui se trouve au nord-ouest de Parnay et à 6 km à l'est de Saumur, sur la route D 947, Saumur / Montsoreau.
La commune est constituée de deux bourgs distants de 2 km : Souzay, sur la rive sud de la Loire, et Champigny, plus au sud.

### Climat
Pour des articles plus généraux, voir Climat des Pays de la Loire et Climat de Maine-et-Loire.
En 2010, le climat de la commune est de type climat océanique altéré, selon une étude du CNRS s'appuyant sur une série de données couvrant la période 1971-2000. En 2020, Météo-France publie une typologie des climats de la France métropolitaine dans laquelle la commune est exposée à un climat océanique et est dans la région climatique Moyenne vallée de la Loire, caractérisée par une bonne insolation (1 850 h/an) et un été peu pluvieux.
Pour la période 1971-2000, la température annuelle moyenne est de 12,4 °C, avec une amplitude thermique annuelle de 14,7 °C. Le cumul annuel moyen de précipitations est de 617 mm, avec 10,6 jours de précipitations en janvier et 6,1 jours en juillet. Pour la période 1991-2020, la température moyenne annuelle observée sur la station météorologique de Météo-France la plus proche, sur la commune de Saint-Nicolas-de-Bourgueil à 11 km à vol d'oiseau, est de 12,5 °C et le cumul annuel moyen de précipitations est de 612,8 mm,. Pour l'avenir, les paramètres climatiques de la commune estimés pour 2050 selon différents scénarios d'émission de gaz à effet de serre sont consultables sur un site dédié publié par Météo-France en novembre 2022.

## Urbanisme

### Typologie
Au 1er janvier 2024, Souzay-Champigny est catégorisée commune rurale à habitat dispersé, selon la nouvelle grille communale de densité à sept niveaux définie par l'Insee en 2022.
Elle appartient à l'unité urbaine de Saumur, une agglomération intra-départementale regroupant cinq  communes, dont elle est une commune de la banlieue,,. Par ailleurs la commune fait partie de l'aire d'attraction de Saumur, dont elle est une commune de la couronne,. Cette aire, qui regroupe 31 communes, est catégorisée dans les aires de 50 000 à moins de 200 000 habitants,.

### Occupation des sols
L'occupation des sols de la commune, telle qu'elle ressort de la base de données européenne d’occupation biophysique des sols Corine Land Cover (CLC), est marquée par l'importance des territoires agricoles (61,6 % en 2018), en diminution par rapport à 1990 (63,1 %). La répartition détaillée en 2018 est la suivante : 
forêts (27,5 %), cultures permanentes (24 %), terres arables (17,8 %), zones agricoles hétérogènes (12,4 %), prairies (7,4 %), zones urbanisées (6,5 %), mines, décharges et chantiers (2,4 %), eaux continentales (1,9 %), zones industrielles ou commerciales et réseaux de communication (0,1 %). L'évolution de l’occupation des sols de la commune et de ses infrastructures peut être observée sur les différentes représentations cartographiques du territoire : la carte de Cassini (XVIIIe siècle), la carte d'état-major (1820-1866) et les cartes ou photos aériennes de l'IGN pour la période actuelle (1950 à aujourd'hui).

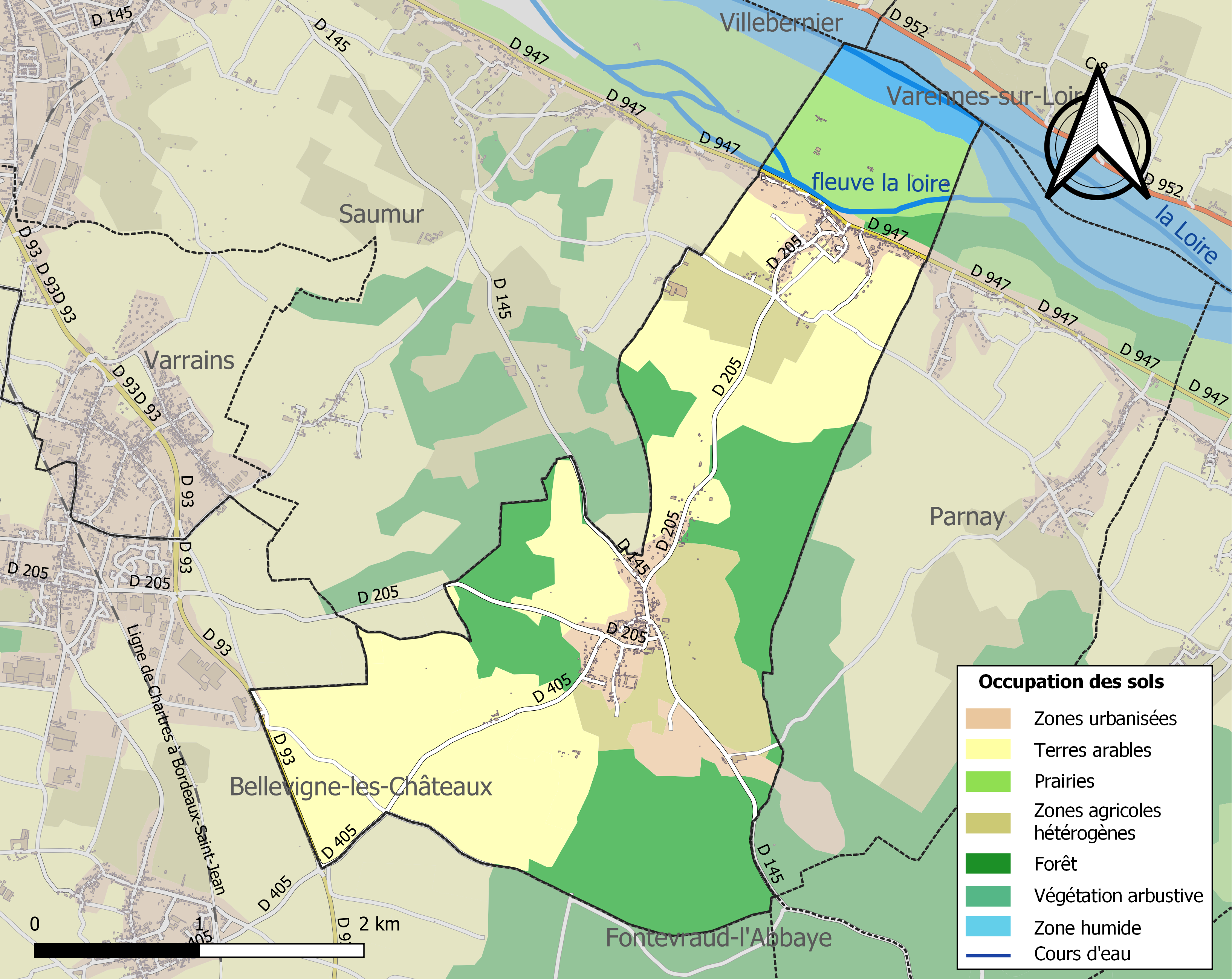
Carte des infrastructures et de l'occupation des sols de la commune en 2018 (CLC).

## Toponymie et héraldique

### Toponymie
Villa que dicitur Solziacus en 1090 circa, Souzay au XIXe siècle. En 1930, le nom de « Souzay » est modifié en « Souzay-Champigny »,.

### Héraldique
| Blason à dessiner | Blason  | D'azur à la fasce d'argent ondée en pointe maçonnée de sable;au franc-canton d'azur semé de fleurs de lis d'or et à la bordure de gueules; à l'ancre d'argent avec sa gumène d'or brochant sur le tout et à la grappe de raisin d'azur feuillée de deux pièces de sinople surbrochant sur l'ancre. |
| Blason à dessiner | Détails | Le statut officiel du blason reste à déterminer. |

## Histoire
Au XVIIIe siècle, Souzay-Champigny dépend de l'archiprêtré, de l'élection, du grenier à sel et du district de Saumur.

## Politique et administration

### Administration municipale
| Période                                  | Période                           | Identité                         | Étiquette | Qualité                                    |
| ---------------------------------------- | --------------------------------- | -------------------------------- | --------- | ------------------------------------------ |
| 1789                                     |                                   | Louis Trudeau                    |           | Syndic de la première municipalité en 1787 |
| janvier 1793                             |                                   | Jean Gauchay                     |           |                                            |
| 7 février 1793                           |                                   | Urbain Chasse                    |           |                                            |
| 29 floréal an II (18 mai 1794)           |                                   | René Hardouin                    |           |                                            |
| vendémiaire an III                       |                                   | Gabriel Drapeau                  |           |                                            |
| 1er thermidor an IV (19 juillet 1796)    | 12 nivôse an XII (3 janvier 1804) | Urbain Boret                     |           |                                            |
| 24 germinal an XII (14 avril 1804)       |                                   | Jean-Marie Berthelot-Villeneuve  |           | Ancien capitaine d'infanterie              |
| 5 mai 1812                               |                                   | Louis de Foucault                |           |                                            |
| avril 1815                               |                                   | René-François Hardouin           |           |                                            |
| 12 juillet 1815                          |                                   | Louis de Foucault                |           |                                            |
| 2 novembre 1830                          |                                   | François-Maurice Vallet          |           |                                            |
| 15 septembre 1843                        |                                   | Jean-José-René-François Pertural |           |                                            |
| 20 août 1848                             |                                   | François-Maurice Vallet          |           |                                            |
| 8 août 1852                              |                                   | Pierre Chasles                   |           |                                            |
| 1870                                     |                                   | Luc Desbois                      |           |                                            |
| février 1881                             | novembre 1883 (décès)             | René Limonier                    |           |                                            |
| décembre 1883                            |                                   | Joseph Richomme                  |           |                                            |
| mai 1892                                 |                                   | Auguste Sanzay-Guéret            |           |                                            |
| 7 mars 1920                              | 6 novembre 1934 (décès)           | Joseph Mahiet                    |           |                                            |
| 16 décembre 1934                         |                                   | Désiré Brilleau                  |           |                                            |
| 18 mai 1945                              | 17 octobre 1948 (démission)       | Jean Saillant                    |           |                                            |
| 6 février 1949                           |                                   | André Méchine                    |           |                                            |
| 3 mai 1953                               |                                   | Jean Saillant                    |           |                                            |
| 2 octobre 1954                           |                                   | Marcel Deze                      |           |                                            |
| 20 mars 1959                             |                                   | Gilbert Hardouin                 |           |                                            |
| 26 mars 1965                             |                                   | Henri Yvon                       |           |                                            |
| 18 mars 1983                             |                                   | Gilbert Hardouin                 |           |                                            |
| 17 mars 1989                             |                                   | Anne Potier                      |           |                                            |
| mars 2001                                | mars 2008                         | Georges Daheuille                |           |                                            |
| mars 2008                                | mars 2014                         | Pascal Devaud                    |           |                                            |
| mars 2014                                | En cours (au 2 juin 2020)         | Alain Boissonnot,                |           |                                            |
| Les données manquantes sont à compléter. |                                   |                                  |           |                                            |

### Intercommunalité
La commune est membre de la communauté d'agglomération Saumur Val de Loire. La commune était précédemment membre de la communauté d'agglomération de Saumur Loire Développement, elle-même membre du syndicat mixte Pays Saumurois.

## Population et société

### Démographie

#### Évolution démographique
L'évolution du nombre d'habitants est connue à travers les recensements de la population effectués dans la commune depuis 1793. Pour les communes de moins de 10 000 habitants, une enquête de recensement portant sur toute la population est réalisée tous les cinq ans, les populations de référence des années intermédiaires étant quant à elles estimées par interpolation ou extrapolation. Pour la commune, le premier recensement exhaustif entrant dans le cadre du nouveau dispositif a été réalisé en 2006.

En 2022, la commune comptait 691 habitants, en évolution de −9,08 % par rapport à 2016 (Maine-et-Loire : +2,12 %, France hors Mayotte : +2,11 %).
| 1793 | 1800 | 1806 | 1821 | 1831 | 1836 | 1841 | 1846 | 1851 |
| ---- | ---- | ---- | ---- | ---- | ---- | ---- | ---- | ---- |
| 733  | 685  | 681  | 711  | 812  | 760  | 740  | 757  | 740  |

| 1856 | 1861 | 1866 | 1872 | 1876 | 1881 | 1886 | 1891 | 1896 |
| ---- | ---- | ---- | ---- | ---- | ---- | ---- | ---- | ---- |
| 727  | 682  | 675  | 645  | 620  | 667  | 615  | 574  | 604  |

| 1901 | 1906 | 1911 | 1921 | 1926 | 1931 | 1936 | 1946 | 1954 |
| ---- | ---- | ---- | ---- | ---- | ---- | ---- | ---- | ---- |
| 575  | 567  | 527  | 445  | 419  | 400  | 389  | 437  | 529  |

| 1962 | 1968 | 1975 | 1982 | 1990 | 1999 | 2006 | 2011 | 2016 |
| ---- | ---- | ---- | ---- | ---- | ---- | ---- | ---- | ---- |
| 519  | 475  | 531  | 571  | 640  | 678  | 707  | 771  | 760  |

| 2021 | 2022 | - | - | - | - | - | - | - |
| ---- | ---- | - | - | - | - | - | - | - |
| 711  | 691  | - | - | - | - | - | - | - |

#### Pyramide des âges
La population de la commune est relativement jeune.
En 2018, le taux de personnes d'un âge inférieur à 30 ans s'élève à 34,2 %, soit en dessous de la moyenne départementale (37,2 %). À l'inverse, le taux de personnes d'âge supérieur à 60 ans est de 24,5 % la même année, alors qu'il est de 25,6 % au niveau départemental.
En 2018, la commune compte 395 hommes pour 360 femmes, soit un taux de 52,32 % d'hommes, largement supérieur au taux départemental (48,63 %).
Les pyramides des âges de la commune et du département s'établissent comme suit.
| Hommes | Classe d’âge | Femmes |
| ------ | ------------ | ------ |
| 0,3    | 90 ou +      | 0,9    |
| 6,3    | 75-89 ans    | 6,6    |
| 15,4   | 60-74 ans    | 19,8   |
| 24,8   | 45-59 ans    | 20,4   |
| 17,1   | 30-44 ans    | 20,2   |
| 14,7   | 15-29 ans    | 11,8   |
| 21,5   | 0-14 ans     | 20,2   |

| Hommes | Classe d’âge | Femmes |
| ------ | ------------ | ------ |
| 0,9    | 90 ou +      | 2,1    |
| 7      | 75-89 ans    | 9,5    |
| 16,2   | 60-74 ans    | 16,9   |
| 19,4   | 45-59 ans    | 18,7   |
| 18,2   | 30-44 ans    | 17,5   |
| 18,8   | 15-29 ans    | 17,6   |
| 19,5   | 0-14 ans     | 17,6   |

### Vie locale

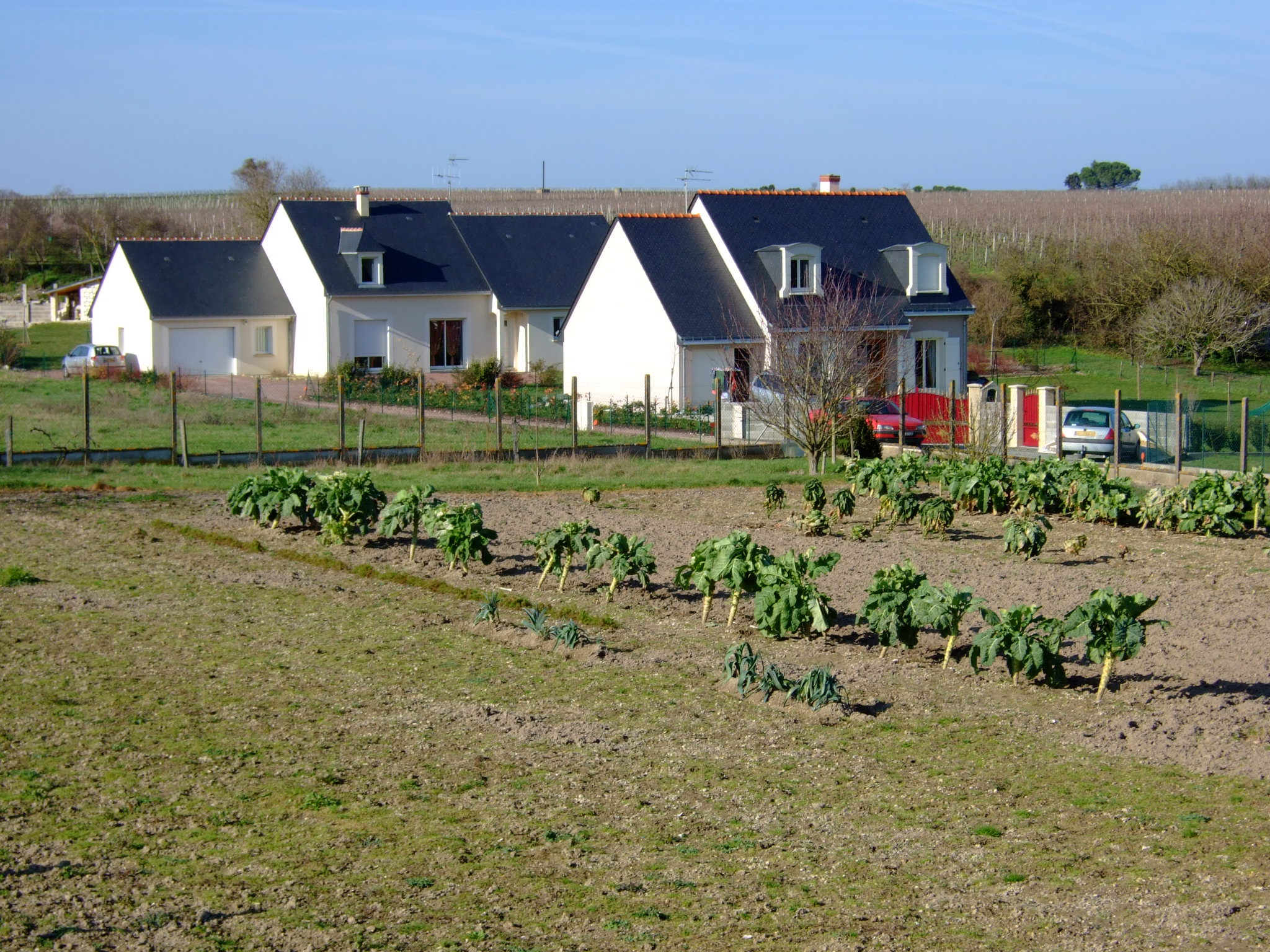
Constructions récentes.

## Économie
Le village de Champigny se situe au centre de l'aire d'appellation Saumur-Champigny.
Sur 44 établissements présents sur la commune à fin 2010, 34 % relèvent du secteur de l'agriculture (pour une moyenne de 17 % sur le département), 2 % du secteur de l'industrie, 23 % du secteur de la construction, 36 % de celui du commerce et des services et 5 % du secteur de l'administration et de la santé. Fin 2015, sur les 65 établissements actifs, 23 % relèvent du secteur de l'agriculture (pour 11 % sur le département), 3 % du secteur de l'industrie, 26 % du secteur de la construction, 43 % de celui du commerce et des services et 5 % du secteur de l'administration et de la santé.

## Culture locale et patrimoine

### Lieux et monuments

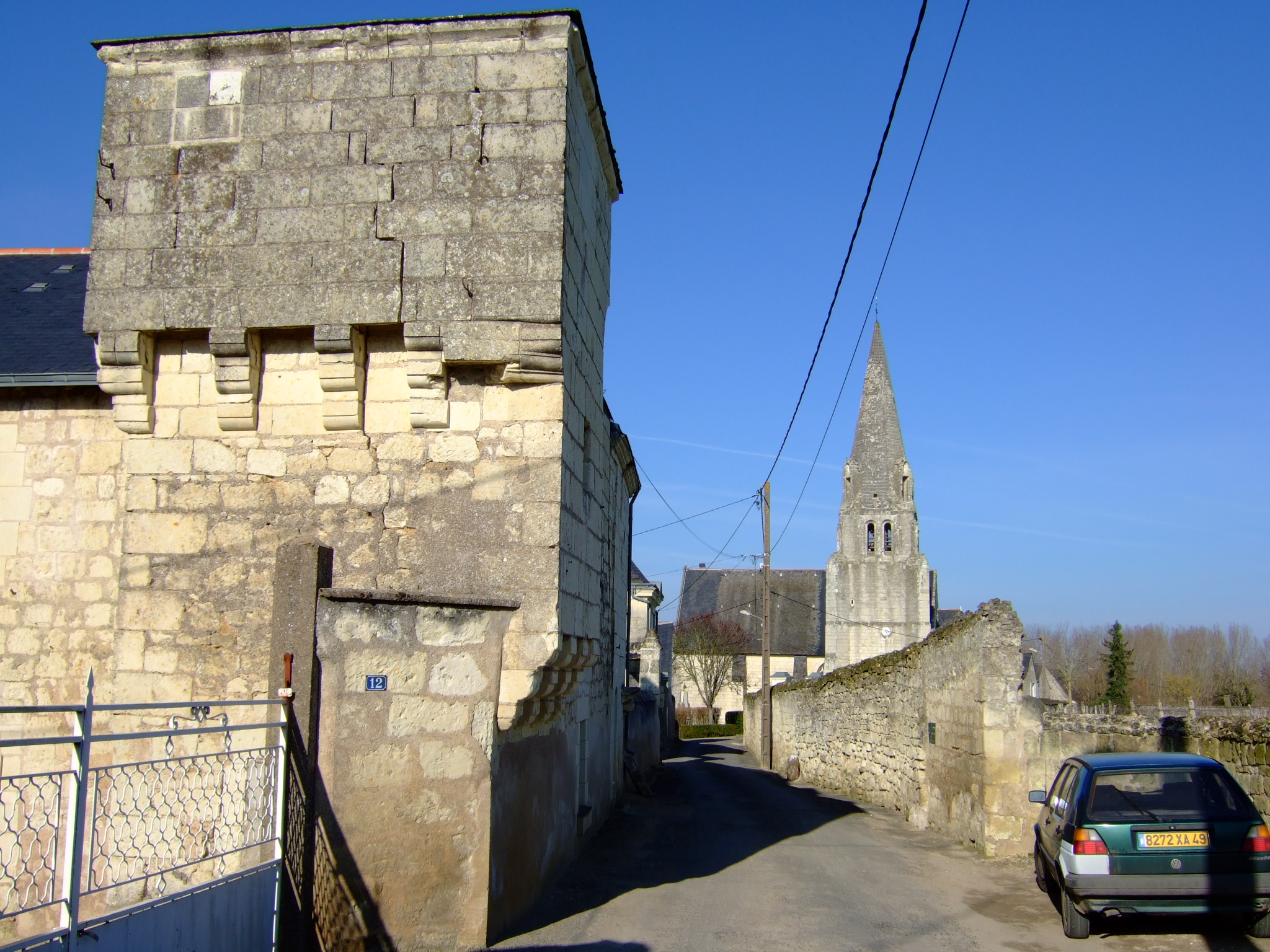
Le village de Souzay et son église.

- Château de la Bien-Boire
- Château de Villeneuve
- Église Saint-Maurice
- Manoir de la Vignolle